# Henarejos
Henarejos ist ein Ort und eine zentralspanische Gemeinde (municipio) mit 131 Einwohnern (Stand: 2024) im Norden der Provinz Cuenca in der Autonomen Region Kastilien-La Mancha. 

## Lage und Klima
Henarejos liegt auf der Westseite des Iberischen Gebirges in einer Höhe von ca. 1070 m. Die Provinzhauptstadt Cuenca befindet sich gut 80 Kilometer (Fahrtstrecke) westnordwestlich. Das Klima im Winter ist gemäßigt, im Sommer dagegen warm bis heiß. Regen (443 mm/Jahr) fällt das ganze Jahr über.

## Bevölkerungsentwicklung
| Jahr      | 1970 | 1981 | 1991 | 2001 | 2011 | 2021 |
| Einwohner | 691  | 446  | 367  | 252  | 191  | 137  |

## Sehenswürdigkeiten
- Felsmalereien
- Kirche Mariä Himmelfahrt